# Épinal
Épinal là tỉnh lỵ của tỉnh Vosges, thuộc vùng Grand Est của nước Pháp, có dân số là 35.794 người (thời điểm 1999).

## Các thành phố kết nghĩa
- Bitola, Macedonia
- Chieri, Ý
- Gembloux, Bỉ
- La Crosse, Wisconsin, Hoa Kỳ
- Loughborough, Vương quốc Liên hiệp Anh và Bắc Ireland
- Schwäbisch Hall, Đức

## Những người con của thành phố
- Emile Durkheim, nhà xã hội học
- Marcel Mauss, nhà dân tộc học